# Léo-Pol Morin
Pour les articles homonymes, voir Morin.
Léo-Pol Morin, né le 13 juillet 1892 à Cap-Saint-Ignace au Québec et mort le 29 mai 1941 des suites d'un accident de la route, est un pianiste, critique musical, compositeur et professeur de musique. Il a composé sous le nom de James Callihou, ses œuvres les plus célèbres, notamment sa Suite canadienne (1945) et Trois Esquimaux pour piano. Il a également composé sur les thèmes de la mythologie inuite et du folklore canadien-français. 

## Biographie
Léo-Pol Morin a étudié, à Québec, le solfège, la dictée musicale et le piano avec Gustave Gagnon, le piano et l'orgue avec Henri Gagnon le fils de Gustave. Il donne son premier récital de piano professionnel au Club musical de Québec en 1909. 
En 1910, il s'installe à Montréal où il étudie l'harmonie avec Guillaume Couture et le piano avec Arthur Letondal. En 1912, il a reçu le Prix d'Europe qui lui a permis de poursuivre des études musicales à Paris, au Conservatoire de Paris. Au Conservatoire de Paris, il étudia l'harmonie, le contrepoint et la fugue avec Jules Mouquet et le piano avec Isidor Philipp et Raoul Pugno. Il donna son premier récital à Paris en 1912, dans le salon de l'épouse du poète Charles de Pomairols. Le 29 mai 1913, il assista à la première mondiale d'Igor Stravinsky le célèbre ballet Le Sacre du Printemps. En janvier 1914, Raoul Pugno mourut au milieu de ses musiciens. C'est le célèbre pianiste espagnol Ricardo Viñes qui lui succéda en tant que professeur de Morin. Raoul Pugno avait joué en premières mondiales plusieurs œuvres de Maurice Ravel et Claude Debussy qui influencèrent beaucoup Léo-Pol Morin pour les œuvres de ces deux compositeurs. 
Avec le déclenchement de la Première Guerre mondiale en août 1914, Morin revint au Canada. En 1918, il fonde avec l'architecte Fernand Préfontaine et l'écrivain Robert de Roquebrune la revue artistique d'avant-garde Le Nigog.  Léo-Pol Morin revint à Paris en 1919, après la fin de la guerre. Au cours des six années suivantes, il a joué un rôle actif dans la vie musicale de cette ville, en collaborant avec des artistes remarquables comme Alexis Roland-Manuel, Maurice Ravel et Ricardo Viñes. Durant ces années, il est retourné régulièrement au Canada pour visiter la famille et donner des concerts, mais il a passé la majorité de son temps à Paris. 
En 1920, il a passé quelques mois à faire une tournée de récitals en Angleterre, en Belgique et aux Pays-Bas pour contribuer à la création d'un monument élevé en l'honneur de Claude Debussy. Il est ensuite retourné dans ces pays en 1923 pour une nouvelle tournée de récitals avec Maurice Ravel. 
En 1926, le Conservatoire de Paris l'intronisa au Comité d'honneur aux côtés de Manuel de Falla, Paul Dukas, Arthur Honegger, José Iturbi, Yves Nat, Gabriel Pierné, Maurice Ravel, Albert Roussel, Arthur Rubinstein et Heitor Villa-Lobos.
Revenu au Canada, Léo-Pol Morin a été nommé secrétaire de la section de Montréal de la Société Pro-Musica de New York. En 1928, il est apparu aux côtés de Maurice Ravel en concert à Montréal. De 1926 à 1929, il a été un critique musical pour le journal La Patrie et à partir de 1929 à 1931, il a enseigné au Conservatoire national de Montréal. Il a également rédigé des articles en tant que critique musical pour d'autres publications canadiennes au cours des années 1920 et début des années 1930, notamment dans Le Canada, le Canadian Forum, la Vie canadienne et l'Opinion musicologue. Il a également publié un livre et un recueil d'essais, notamment Papiers de musique, considéré comme une ébauche de l'histoire de la musique canadienne.
En 1931, Il retourna à Paris jusqu'en 1936. Il donna des concerts, des conférences et fut également un critique musical pour des journaux français. En 1933, il retourna à Montréal où il donna un concert de musique de Felix Mendelssohn au théâtre Stella (aujourd'hui Théâtre du Rideau Vert). En 1936, il devint professeur à l'École de musique Vincent-d'Indy, poste qu'il occupa jusqu'à sa mort survenue le 29 mai 1941 lors d'un tragique accident de la route. Ce n'est qu'après sa mort accidentelle, que le public apprit que le compositeur James Callihou était le pseudonyme de Léo-Pol Morin.
En tant que pianiste, il a joué un rôle majeur dans la musique classique au Canada, en interprétant des compositeurs français dans son pays natal, notamment les œuvres de Claude Debussy, Gabriel Fauré, Darius Milhaud, Francis Poulenc, Maurice Ravel, Albert Roussel et Erik Satie. Il fit connaître à l'extérieur du Canada, les œuvres de compositeurs canadiens en France, tels que François Brassard, Claude Champagne, Henri Gagnon, Émiliano Renaud, Léo Roy et Georges-Émile Tanguay (en). Le compositeur Rodolphe Mathieu interpréta certaines de ses compositions, notamment Trois Préludes (1921) et Sonate (1927).